# Haapsalu (municipio)
Haapsalu (en estonio: Haapsalu linn) es un municipio urbano de Estonia, en el condado de Lääne. Comprende la ciudad de Haapsalu y los asentamientos de la antigua parroquia de Ridala. En 2021, tenía 12,883 habitantes.

## Asentamientos

### Ciudades
- Haapsalu

### Boroughs
- Paralepa
- Uuemõisa

### Aldeas
- Aamse
- Allika
- Ammuta
- Emmuvere
- Erja
- Espre
- Haeska
- Herjava
- Hobulaiu
- Jõõdre
- Kabrametsa
- Kadaka
- Kaevere
- Kiideva
- Kiltsi
- Kiviküla
- Koheri
- Koidu
- Kolila
- Kolu
- Käpla
- Laheva
- Lannuste
- Liivaküla
- Litu
- Lõbe
- Metsaküla
- Mäeküla
- Mägari
- Nõmme
- Panga
- Parila
- Puiatu
- Puise
- Pusku
- Põgari-Sassi
- Rohense
- Rohuküla
- Rummu
- Saanika
- Saardu
- Sepaküla
- Sinalepa
- Suure-Ahli
- Tammiku
- Tanska
- Tuuru
- Uneste
- Uuemõisa
- Valgevälja
- Varni
- Vilkla
- Võnnu
- Väike-Ahli
- Vätse
- Üsse

## Religión
De los 12,883 habitantes de Haapsalu, el 72.1% no tiene afiliación, 11% son luteranos, 10.3% son ortodoxos, 2.6% son bautistas, 2.2% de otras denominaciones cristianas y 1.3% practica alguna otra religión.

## Relaciones internacionales

### Ciudades hermanas
Haapsalu está hermanada con:
- Belén, Palestina (2010)
- Eskilstuna, Suecia (2005)
- Fundão, Portugal (2004)
- Greve in Chianti, Italia (2004)
- Haninge, Suecia (1998)
- Hanko, Finlandia (1992)
- Loviisa, Finlandia (2000)
- Rendsburg, Alemania (1989)
- Uman, Ucrania (2003)